# Красносілка (Радомишльська міська громада)
Красносі́лка — село в Україні, у Житомирському районі Житомирської області. Входить до складу Радомишльської міської громади. Населення становить 42 осіб.

## Географія
Селом протікає річка Заруддя, ліва притока Тетерева.

## Історія
У 1900 році власницьке село Вишевицької волості Радомисльського  повіту Київської губернії. Відстань від повітового міста 16  верст, від волості 5. Дворів 18, мешканців 175.